# Marlborough House set

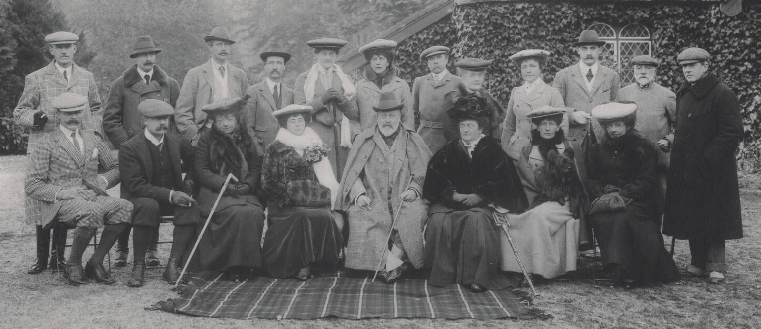
Marlborough House set, 23 november 1904.

Marlborough House set, även kallad smart set, var en term för den umgängeskrets som omgav den senare Edvard VII, främst under hans långa tid som tronföljare och prins av Wales, mellan 1863 och 1901. Gruppen fick sitt namn efter Edvards bostad Marlborough House på Pall Mall i London. De manliga medlemmarna av denna krets associerades också många fall med Edvards herrklubb Marlborough Club.
Edvard och hans hustru Alexandra av Danmark var båda sociala och extroverta människor som älskade ett stort umgängesliv, och de blev ett centrum i sällskapslivet efter sitt giftermål 1863, särskilt på grund av att drottning Viktoria isolerade sig från omvärlden som änka. Den umgängeskrets paret samlade omkring sig fick namnet efter deras hus i staden och kallades "Marlborough House set"; en krets ur den högsta brittiska societeten kring prinsparet som hästkapplöpningar, jakt och spel, som besökte slott på landet ("country houses") under helgerna för att ägna sig åt fester som varade i flera dagar. 
Kretsen anklagades för att ha dålig moral och ägna sig åt äktenskapsbrott och fördömdes därför av drottning Viktoria som omoraliska och olämpliga som umgänge för tronföljarparet. En rad offentligt uppmärksammade skandaler ägde rum inom denna krets. De bidrog dock samtidigt åt Edvards popularitet eftersom det framställde honom som sällskaplig till skillnad från hans mors sätt att isolera sig från omvärlden, något som hade skapat starkt ogillande. 
Marlborough House set inkluderade ledande personer ur bankvärlden, politiker och jurister, och många av dess medlemmar kunde i egenskap av Edvards privata vänner motta höga ämbeten vid hovet under hans regeringstid 1901-1910. 